# 도화 금강펜테리움
인천 도화역 금강펜테리움 센트럴파크는 대한민국 인천광역시 미추홀구 도화동 806-2(도화지구 2-3블록)에 건설완료인 5개동의 아파트 단지다.